# Andrew Burnham (Bischof)

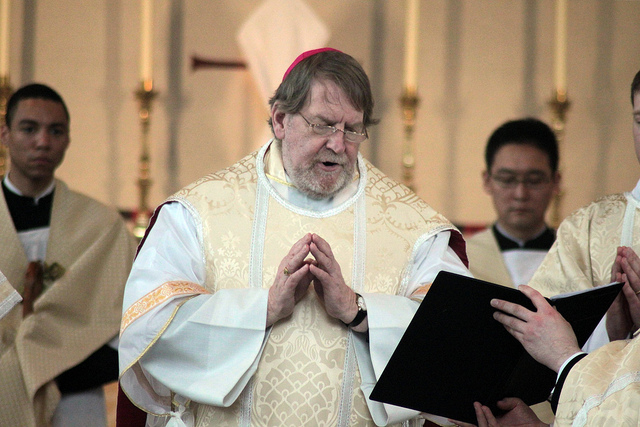
Bischof Andrew Burnham (März 2010)

Andrew Burnham (* 19. März 1948 in Worksop, Nottinghamshire, Vereinigtes Königreich) ist ein ehemaliger Bischof der Church of England und seit 2011 Priester der Römisch-katholischen Kirche. Er war von 2000 bis 2010 Bischof von Ebbsfleet in der Provinz Canterbury.

## Leben
Andrew Burnham ging in die Southwell Minster Grammar School und war Chorknabe im Domchor. Später ging er nach Oxford, wo er von 1966 am New College zunächst Musik, dann Theologie studierte, um später Priester zu werden. Doch Glaubenszweifel an seiner Berufung veranlassten ihn, zunächst Musiklehrer und dann freischaffender Musiker und Chorleiter zu werden.
Mit einer Aufführung des Verdi-Requiems mit lokalen Chören, professionellen Solisten und dem städtischen Sinfonieorchester von Birmingham gelang ihm ein Höhepunkt seines Wirkens als Dirigent. Inzwischen war er Chefdirigent und Direktor verschiedener Musikchöre geworden. Nach erfolgloser Bewerbung für das Amt des Master of Music an der Westminster-Kathedrale im Jahr 1978 kehrte er zu seinem Glauben und seiner Berufung und weiteren Ausbildung am St. Stephen’s House in Oxford zurück. Dort wurde er am 3. Juli 1983, dem Fest des heiligen Thomas, zum Diakon ordiniert und 1. Januar 1984 zum Priester geweiht.
Andrew Burnham verblieb in Nottingham und wurde im Jahr 1987 Vikar von Carrington. Auf der Generalsynode von 1990 bis 2000 der Kirche von England wurde er in die Liturgische Kommission für die Zeit von 1995 bis 2000 gewählt. 1995 wurde er Vize-Rektor des St. Stephen’s House in Oxford und lehrte Liturgie und Mission. Im Jahr 2000 wurde er zum Bischof von Ebbsfleet ernannt, am 30. November 2000, dem Andreastag, erfolgte die Weihe. Der Bischof von Ebbsfleet ist ein Weihbischof des Erzbischofs von Canterbury für Gemeinden, die die Frauenordination ablehnen. Ebbsfleet ist der Ort, wo der Heilige Augustinus von Canterbury 597 n. Chr. auf der Isle of Thanet landete und predigte.

### Konversion zur katholischen Kirche

Wappenzier eines Ehrenprälaten Seiner Heiligkeit

Andrew Burnham konvertierte am 1. Januar 2011, gemeinsam mit John Broadhurst und Keith Newton und ihren Ehefrauen, von der Anglikanischen Kirche zur römisch-katholischen Kirche. Am 13. Januar 2011 empfing er die Diakonenweihe durch Alan Stephen Hopes, Weihbischof in Westminster. Am 15. Januar 2011 wurde er in der Westminster Cathedral durch den Primas von England und Wales und Erzbischof von Westminster Vincent Gerard Nichols zum katholischen Priester geweiht für das durch Papst Benedikt XVI. gegründete Personalordinariat Unserer Lieben Frau von Walsingham. Am 17. März 2011 wurde er von Papst Benedikt XVI. zum Ehrenprälaten Seiner Heiligkeit ernannt.
Nachfolger von Burnham als Bischof von Ebbsfleet wurde 2013 Jonathan Goodall, der 2021 ebenfalls dieses Amt niederlegte und zur katholischen Kirche konvertierte.

## Familie
Andrew Burnham ist mit Cathy verheiratet. Sie haben zwei erwachsene Kinder und leben in Abingdon nahe Oxford.